# Cryptospiza
Cryptospiza – rodzaj ptaków z podrodziny astryldów (Estrildinae) w rodzinie astryldowatych (Estrildidae).

## Występowanie
Rodzaj obejmuje gatunki występujące w Czarnej Afryce.

## Morfologia
Długość ciała 10–13 cm; masa ciała 10,5–19 g.

## Systematyka

### Etymologia
Cryptospiza: gr. κρυπτος kruptos „ukryty, niejasny”; σπιζα spiza „zięba”, od σπιζω spizō „ćwierkać”.

### Podział systematyczny
Do rodzaju należą następujące gatunki:
- Cryptospiza shelleyi Sharpe, 1902 – krasnorzytka czerwonodzioba
- Cryptospiza jacksoni Sharpe, 1902 – krasnorzytka ciemna
- Cryptospiza reichenovii (Hartlaub, 1874) – krasnorzytka maskowa
- Cryptospiza salvadorii Reichenow, 1892 – krasnorzytka mysia